# Национальный день торгово-ремесленных объединений в Иране

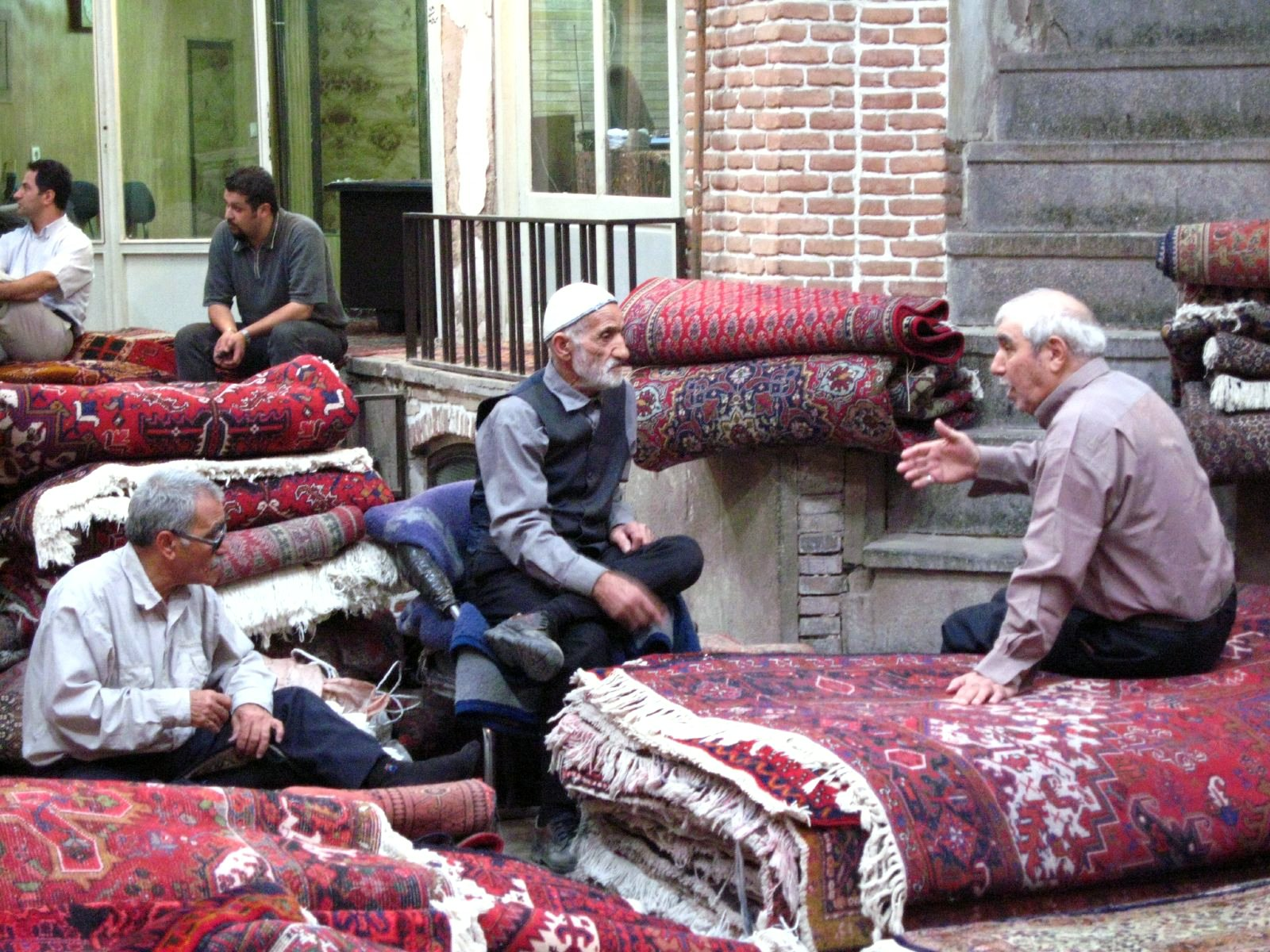

Национальный день торгово-ремесленных объединений (перс.  روز ملی اصناف‎) — иранский праздник, отмечающийся 21/22 июня (1 тира по иранскому календарю).

## История праздника
Торгово-ремесленные объединения считаются важным фактором создания конкурентного рынка и влияния на ценообразование товаров. Именно поэтому день торгово-ремесленных объединений был введен в Иране на официальном уровне. Ежегодно 21/22 июня по всей стране проводятся различные церемонии и конференции, на которых присутствуют главы различных корпораций, профсоюзов, официальные лица из министерства финансов. Они собираются, чтобы обсудить текущие проблемы торговых гильдий и профсоюзов.

## Палата гильдий
Палата гильдий Ирана (перс.  اتاق اصناف ایران или شورای اصناف ایران‎) — иранское добровольное негосударственное объединение предпринимателей, действующее в соответствии с особым законом, регулирующим правила работы торгово-ремесленных объединений.
Палата гильдий состоит из представителей департамента промышленности, департамента горнодобывающей промышленности и департамента торговли (итого — три представителя от министерства промышленности, рудников и торговли), а также совета директоров данной палаты, представляющих интересы гильдий и профсоюзов. Председатель выбирается путем голосования всех членов Палаты.
В 2012 году Палата гильдий внесла на рассмотрение в Меджлис законопроект об изменении системы гильдий и профсоюзов в стране. Председатель Палаты в интервью одному из журналистов сделал акцент на особой важности гильдий и профсоюзов в общей системе исполнительной власти страны, и сказал, что практически все важнейшие события в области торговли Ирана так или иначе касаются Палаты гильдий.
Важность гильдий и профсоюзов в иранской политической системе особенно остро ощущается при знакомстве с темой «табачных протестов» в Иране — зарождения национально-освободительного движения иранского народа против шахского режима.